# Фефилов, Пётр Прокопьевич
Пётр Проко́пьевич Фе́филов (1915, Кулига, Шенкурский уезд, Архангельская губерния, Российская империя — 1944) — участник Советско-финляндской и Великой Отечественной войн, Герой Советского Союза (1944).

## Биография
Родился 9 июля 1915 года в деревне Кулига Шенкурского уезда Архангельской губернии (ныне Вельского района Архангельской области) в крестьянской семье. После смерти отца в 1927 году мать осталась одна с четырьмя детьми. С детских лет Пётр помогал матери в поле. Учился в Пореченской начальной школе, затем в Долматовской школе крестьянской молодёжи. Окончив школу, уехал в 1930 году в Архангельск работать литейщиком на заводе «Красная кузница», где уже трудился его дядя Егор Максимович Фефилов, потомственный судостроитель. Параллельно с работой окончил десятилетку в школе рабочих подростков, затем школу фабрично-заводского ученичества.

### Советско-финская война
В августе 1937 года 22-летний Пётр был призван Ровдинским райвоенкоматом в РККА. Служил в автобронетанковых войсках механиком-водителем, затем стал командиром танка. Участвовал в Советско-финской войне. Получив ранение, несколько месяцев находился в госпитале. В 1940 году вернулся в родную деревню старшиной запаса.

### Великая Отечественная война
В начале Великой Отечественной войны был направлен в Лепельское пехотное училище. Окончив его с отличием, в звании лейтенанта в январе 1942 года попал в действующую армию. Назначен командиром стрелковой роты, вскоре командиром батальона. Воевал на Западном, Брянском, 1-м Прибалтийском и 3-м Белорусском фронтах. За три с половиной года войны стрелковый батальон Фефилова прошёл с боями более 450 километров, участвовал в освобождении 110 населённых пунктов. На фронте П. П. Фефилов стал кандидатом в члены ВКП(б).
Летом 1944 года гвардии старший лейтенант Фефилов в должности командира стрелкового батальона 12-го гвардейского стрелкового полка (5-я гвардейская стрелковая дивизия, 11-я гвардейская армия) участвовал в освобождении города Борисова в Белорусской ССР.

Тов. Фефилов в бою за город Борисов Минской области 30.06.44 г., командуя 2 стр. батальоном, решительно и умело обеспечил успешное решение задачи. Преодолев полосу заградительного артогня, 2 стр. батальон встретился в городе с тремя самоходными пушками противника «Фердинанд» и автоматчиками противника. Умело используя оставленный у себя крупный резерв, действуя во взаимодействии с соседями, тов. Фефилов заставил противника отступить за реку Березина.
На плечах отступающего противника, успевшего взорвать мост, тов. Фефилов форсировал Березину и организовал преследование противника на противоположном берегу.
2 стр. батальон первым в полку форсировал реку Березина, что позволило остальным подразделениям переправиться через реку без потерь.
Личное мужество тов. Фефилова, находившегося постоянно в 100—150 метрах от боевых порядков рот, вдохновляет бойцов на подвиги.

За этот подвиг комбат П. П. Фефилов был награждён орденом Александра Невского.
Через две недели, 14 июля 1944 года, его батальон форсировал реку Неман в районе деревни Жеймяй (ныне Варенского района Али́тусского уезда Литовской Республики). В этом бою он погиб.

Товарищ Фефилов, командуя батальоном, с боями прошёл более 450 километров, освободил до 110 населённых пунктов
В бою за сильно укреплённый пункт противника под городом Борисов товарищ Фефилов, командуя батальоном, обеспечил тактическую внезапность и стремительность наступления; преодолев упорное сопротивление противника, отбив 5 ожесточённых контратак, три из них танковых, выбил противника из гор. Борисов и закрепился. Захват данного плацдарма дал возможность полку продвинуться вперёд, форсировать реку Березина и развить успех боя. В этом бою товарищ Фефилов 4 раза поднимал батальон в атаку, нанося большие поражения в живой силе противника.
14 июля 1944 г. батальон достиг водного рубежа Неман. Противник по реке вёл сильный огонь. Товарищ Фефилов под артиллерийским обстрелом противника, стремительно переправил батальон на западный берег реки, заняв рубеж. Противник силою до батальона перешёл в контратаку с танками; т. Фефилов принял ожесточённый бой, правильно используя приданные огневые средства; отбив одну за одной пять контратак, занятый рубеж крепко удерживал.
В этом бою, в ожесточённой схватке тов. Фефилов погиб.
ДОСТОИН ПРИСВОЕНИЯ ЗВАНИЯ "ГЕРОЙ СОВЕТСКОГО СОЮЗА (ПОСМЕРТНО).

Похоронен в центре города Друскининкай (Литва).
Указом Президиума Верховного Совета СССР от 24 марта 1945 года за образцовое выполнение боевых заданий командования на фронте борьбы с немецкими захватчиками и проявленные при этом отвагу и геройство гвардии старшему лейтенанту П. П. Фефилову присвоено звание Героя Советского Союза (посмертно).

## Награды
- Медаль «Золотая Звезда» (1944);
- орден Ленина (1944);
- орден Александра Невского (1944);
- медали.

## Память
23 февраля 1963 года имя героя было навечно зачислено в списки рабочих архангельского судоремонтного завода «Красная кузница», учреждён вымпел имени Героя Советского Союза П. П. Фефилова для вручения его лучшей комсомольско-молодёжной бригаде. 7 мая 1965 года исполком Вельского городского совета депутатов трудящихся переименовал Новую улицу в городе Вельске в улицу Фефилова. В 1968 году на доме № 1, где сейчас располагается районная детская библиотека, в честь героя установлена мемориальная доска.
14 июля 2011 года, в 67-ю годовщину гибели, в посёлке Пасьва был открыт мемориал П. П. Фефилова.